# Susanne Weinbuchner
Susanne Weinbuchner, née le 16 août 1991, est une skieuse alpine allemande.

## Biographie
Elle est licenciée au club de ski de Lenggries.
Dès sa première saison en 2007-2008, elle prend part à la Coupe d'Europe, montant sun son premier podium en janvier 2013 au slalom géant de Zinal. Entre-temps, elle est championne d'Allemagne junior du slalom en 2010. Elle a connu divers contretemps liés à des blessures, telles que des déchirures aux ligaments croisés.
Elle fait ses débuts en Coupe du monde en octobre 2012 à Sölden, où elle marque ses premiers points avec une douzième place au slalom géant. Elle marque aussi des points en slalom durant la saison 2015-2016.
Après avoir remporté le titre de championne d'Allemagne du slalom géant en 2017, elle prend sa retraite sportive. Elle souhaite se concentrer dans sa carrière de policière fédérale.

## Palmarès

### Coupe du monde
- Meilleur classement général : 93e en 2013.
- Meilleur résultat : 12e.

#### Différents classements en Coupe du monde
| Saison / Épreuve | Saison / Épreuve | Général | Général | Slalom géant | Slalom géant | Slalom | Slalom |
| ---------------- | ---------------- | ------- | ------- | ------------ | ------------ | ------ | ------ |
| Saison / Épreuve | Saison / Épreuve | Class.  | Points  | Class.       | Points       | Class. | Points |
| 2013             | 2013             | 93e     | 22      | 39e          | 22           | -      | -      |
| 2016             | 2016             | 126e    | 2       | -            | -            | 56e    | 2      |

### Coupe d'Europe
- 4 podiums.

### Championnats d'Allemagne
- Championne du super G en 2016.
- Championne du slalom géant en 2017.